# Пейчева, Анна Михайловна
А́нна Миха́йловна Пе́йчева (род. 18 января 1983, Ленинград, СССР) — российская тележурналистка, телеведущая, писательница, блогер.
Корреспондент, ведущая, выпускающий редактор информационной программы «Сегодня» на телеканале НТВ (2002—2015). Автор романа «Великая княжна. Live» (2017) и других романов в жанре альтернативной истории. Победитель конкурса «Экранизация» (2021). Автор интерактивного литературного проекта «Уютная империя» (с 4 марта 2022 года проект называется «Уютная история»).

## Биография
Анна Пейчева родилась в Ленинграде. Окончила школу с углублённым изучением английского языка № 213 Фрунзенского района Санкт-Петербурга (2000), затем факультет журналистики Санкт-Петербургского государственного университета (2006). Со второго курса университета работала корреспондентом новостей программы «Сегодня в Санкт-Петербурге». В 2008 году, уже после окончания вуза, в рамках репортажа «проверено на себе» успешно сдала Единый государственный экзамен в прямом эфире НТВ.
В годы работы на телевидении освещала самые разные темы — от культурных и социальных до политических. Несколько лет работала в губернаторском пуле Валентины Матвиенко и парламентским корреспондентом в Законодательном собрании Санкт-Петербурга. В 2008 году победила в конкурсе Комитета по благоустройству Администрации Санкт-Петербурга на лучшую публикацию, радиопередачу и телесюжет по благоустройству города в номинации «Лучшая серия телепередач».
В 2008 году вела утренние выпуски программы «Сегодня в Санкт-Петербурге». С 2010 года стала как выпускающим редактором, так и ведущей основных новостных выпусков.
В 2014 году переехала в Москву. С октября 2014 года — ведущая программы «Сегодня» (выпуски на «орбиты»). В ночь с 6 на 7 февраля 2015 года вела специальный выпуск, в котором рассказывалось о результатах переговоров Ангелы Меркель, Франсуа Олланда и Владимира Путина по Украине в Москве.
С 2015 года пишет романы и рассказы в жанрах альтернативной истории, романтической и исторической фантастики, сатиры, а также документальные исторические произведения. Фантастические рассказы Пейчевой не раз выигрывали различные конкурсы, печатались в авторитетных изданиях и престижных сборниках. В 2017 году издательство «Альфа-книга» опубликовало роман Анны Пейчевой в жанре альтернативной истории «Великая княжна. Live», вызвавший интерес аудитории и победивший в конкурсе « Экранизация» в 2021 году. Роман, рассказывающий о современной России, в которой никогда не было революций и где до сих пор правят Романовы, был назван «ироничным и любопытным». В 2018—2021 годах вышли и другие книги цикла «Романовы forever» (серия «Уютная империя»), являющиеся продолжением романа «Великая княжна. Live». Главная героиня цикла — юная Екатерина Романова, которая на глазах читателя проходит сложный путь взросления: от беззаботной великой княжны до решительной государыни.
В 2017 году издательство «АСТ» опубликовало сатирический роман Анны Пейчевой «Пушистый избранник», написанный по мотивам работы автора на телевидении.
С 2019 года Анна Пейчева ведёт интерактивный проект «Уютная империя», посвященный ироничной истории эпохи Романовых (1613-1917). Блог выходит каждую пятницу в аудио-, видео- и текстовом форматах. В еженедельных выпусках цари и императоры Романовы предстают обычными людьми, совершающими ошибки, страдающими от несчастной любви и тяжести шапки Мономаха. Автор ссылается на исторические материалы: мемуары, воспоминания современников, научные монографии. С 4 марта 2022 года проект «Уютная империя» получил новое название — «Уютная история» (предположительно, смена названия произошла из-за трагических событий в Украине). По словам автора, «сейчас часто вспоминают слово „империя“. Это слово, которое ранее мне нравилось именно своей архаичностью, буквально за несколько дней стало чересчур актуальным и получило мрачный оттенок».

## Семья
Замужем. Воспитывает дочь.